# Fresnosaurus
Fresnosaurus es un género extinto de plesiosaurios del Cretácico superior (Maastrichtiense) encontrado en California. La especie tipo es Fresnosaurus drescheri, descrita por primera vez por Welles en 1943. El género fue nombrado así por el condado de Fresno, mientras que el nombre específico honra a Arthur Drescher, el fósil  era un ejemplar juvenil de "proporciones más masivas" que Aphrosaurus, con un coracoide y húmero inusuales.
Fresnosaurus probablemente medía al menos nueve metros de largo. Como todos los plesiosaurios elasmosáuridos, probablemente comía pequeños peces óseos, belemnites y ammonites.